# Allopathes robillardi
Allopathes robillardi is een Antipathariasoort uit de familie van de Antipathidae. De wetenschappelijke naam van de soort is voor het eerst geldig gepubliceerd in 1891 door Bell.